# Mohamed Kalilou Traoré
Mohamed Kalilou Traoré (Bamako, 9. rujna 1987.) bivši je malijski nogometaš.
Traoré je u Istru stigao ljeti 2008. za odštetu od 100.000 € iz marokanskog kluba Wydad, te je potpisao trogodišnji ugovor. Mladog Malijca je Istrinom treneru Elvisu Scoriji preporučio proslavljeni španjolski trener Juande Ramos, tadašnji trener Tottenhama, kao zahvalu što mu je Scoria preporučio Luku Modrića.
Već u prvim nastupima, svojim driblinzima i atraktivnim potezima oduševio je publiku i trenere, te se pokazao kao odličan tehničar. Svoj prvi gol za Verudeže postigao je već u svom prvom službenom nastupu, u utakmici protiv Hrvatskog dragovoljca, 31. kolovoza 2008. Sezonu je završio kao najbolji Istrin strijelac, s 9 postignutih pogodaka u 26 utakmica te je od Sportskih novosti dobio nagradu za najboljeg igrača Druge HNL sezone 2008./09. Traoré je također nastupao za malijsku kadetsku i juniorsku reprezentaciju.
U travnju 2009., dva najveća hrvatska kluba Dinamo i Hajduk, a kasnije i Rijeka su pokazali zanimanje dovesti ga u svoje redove. U ljetnom prijelaznom roku 2010. godine preuzima ga danski Odense Boldklub. U ljeto 2012. prelazi u francuski Sochaux.

## Vanjske poveznice
- Profil na Nogometnom magazinu
- Profil na službenoj stranici NK Istre 1961  Arhivirana inačica izvorne stranice od 12. rujna 2012. (Wayback Machine)